# Bearthite
La bearthite (simbolo IMA: Bth) è un minerale assai raro del supergruppo della brackebuschite; appartiene alla famiglia dei "fosfati, arseniati e vanadati" e possiede composizione chimica Ca2Al(PO4)2(OH).

## Etimologia e storia
La bearthite prende il nome in onore di Peter Bearth (1902 - 1989Svizzera) in riconoscimento del suo lavoro pionieristico di petrografia sui terreni ad alta pressione delle Alpi Occidentali: ha mappato 1 100 km² di territorio alpino e di alta montagna a Oberwald ed è stato contemporaneamente insegnante di scuola superiore e professore di petrografia all'Università di Basilea.

## Classificazione
La classica nona edizione della sistematica dei minerali di Strunz, aggiornata dall'Associazione Mineralogica Internazionale (IMA) fino al 2009, elenca la bearthite nella classe "8. Fosfati, arseniati, vanadati" e da lì nella sottoclasse "8.B Fosfati, ecc., con anioni aggiuntivi, senza H2O"; questa viene suddivisa più finemente in base alla dimensione dei cationi coinvolti e al rapporto tra anione idrossile e gruppo RO4 (dove in questo caso R=As), in modo tale da trovare la bearthite nella sezione "8.BG Con cationi di media e grande dimensione, (OH, ecc.):RO4 = 0,5:1" dove forma il sistema nº 8.BG.05 insieme ad arsenbrackebuschite, arsentsumebite, brackebuschite, bushmakinite, calderónite, feinglosite, gamagarite, goedkenite, tokyoite e tsumebite.
Tale classificazione resta invariata anche nell'edizione successiva, proseguita dal database "mindat.org" e chiamata Classificazione Strunz-mindat, nella quale all'interno del sistema 8.BG.05 fanno la loro comparsa anche il minerale ferribushmakinite, un possibile analogo dell'arsenico della tokyoite e un minerale ancora senza nome designato come UM1994-19-PO:CuHMoPb.
Nella Sistematica dei lapis (Lapis-Systematik) di Stefan Weiß la bearthite si trova nella classe dei "fosfati, arseniati e vanadati" e nella sottoclasse dei "fosfati anidri, con anioni estranei F,Cl,O,OH"; qui è nella sezione dei "cationi medi e grandi: Mg-Cu-Zn e Ca-Na-K-Ba-Pb; gruppo della brackebuschite" dove forma il sistema nº VII/B.24 insieme ad arsenbrackebuschite, arsentsumebite, brackebuschite, bushmakinite, calderónite, canosioite, feinglosite, ferribushmakinite, gamagarite goedkenite, grandaite, jamesite, lulzacite, tokyoite e tsumebite.
Anche nella sistematica dei minerali secondo Dana, usata principalmente nel mondo anglosassone, la bearthite è nella famiglia dei "fosfati, arseniati e vanadati"; qui è nella classe dei "fosfati [arseniati e vanadati] anidri ecc., con idrossile o alogeno" e nella sottoclasse dei "fosfati [arsentiati e vanadati] anidri ecc., con idrossile o alogeno con (A2+B2+)3(XO4)2Zq", dove forma il "gruppo della goedkenite" con il sistema nº 41.10.04 insieme alla gamagarite e alla goedkenite.

## Abito cristallino
La bearthite cristallizza nel sistema monoclino nel gruppo spaziale P21/m (gruppo nº 11) con i parametri reticolari a = 7,23 Å, b = 5,73 Å, c = 8,26 Å e β = 112,57°, oltre ad avere 2 unità di formula per cella unitaria.

## Origine e giacitura
La bearthite è stata trovata in segregazioni di quarzo sinmetamorfiche e come minerale accessorio in rocce metamorfiche ad alta pressione. Studi sperimentali indicano che la stabilità della bearthite è limitata a rocce molto povere di calcio o ricche di fosforo in condizioni di temperatura da moderate ad alte. La paragenesi è con albite, almandino, apatite, augelite, cianite, coesite, goyazite, idrossilherderite, lazulite, muscovite, paragonite, piropo, quarzo, rutilo, talco e wardite.
La bearthite è estremamente rara ed è stata trovata solo in pochi siti, tutti in Europa. Innanzitutto le sue località tipo sono tre: la valle di Gilba (44.6°N 7.28306°E) presso Brossasco e la valle del Po, entrambe in provincia di Cuneo (Piemonte, Italia), e gli affioramenti di metapelite presso Zermatt (Canton Vallese, Svizzera).
Un altro sito italiano è la Windtal al Passo di Vizze in Valle Isarco (Trentino-Alto Adige); ritrovamenti anche in Austria: presso Langenwang e Krieglach, entrambi in Stiria.

## Forma in cui si presenta in natura
La bearthite si presenta raramente come aggregati di cristalli prismatici piatti, parzialmente eudrali, di dimensioni fino a 1 mm e tipicamente come grani anedrali più piccoli. Il minerale è da trasparente a traslucido, di colore giallo o incolore, mentre il colore del suo striscio è bianco.